# Létili
Létili är ett vattendrag på gränsen mellan Kongo-Brazzaville och Gabon, ett biflöde till Ogooué. Hela vattendraget ingår i gränsen.